# Abramis Brama
För fisken med det vetenskapliga namnet "Abramis brama", se braxen.
Abramis Brama är ett svenskt rockband som startades i mitten av 1997.
Influenser från band som November. Deras musik har sin bakgrund i den svenska progrocken, men har också stora influenser från band som Black Sabbath och Kyuss. Abramis Brama (braxen på latin) är ett av få svenska hårdrocksband som sjunger på svenska. Namnet Abramis Brama kommer efter det latinska namnet för fisken braxen.
Abramis Brama nominerades till priset "Årets rock/metal" i P3 Guld 2010, som sedermera vanns av Switch Opens.

## Medlemmar
Nuvarande medlemmar
- Peo Andersson – gitarr (1997–idag)
- Ulf Torkelsson – sång (1999–idag)
- Fredrik "Trisse" Liefvendahl – trummor (2006–idag)
- Mats Rydström – basgitarr  (2012–idag)

Tidigare medlemmar
- Dennis Berg – basgitarr, bakgrundssång (1997–2012)
- Robert "Rabbi Rob" Johansson – gitarr (2005–2011)
- Fredrik Jansson – trummor (1997–2005)
- Christian "Chrille" Andersen – sång (1997–1999)

## Diskografi
Studioalbum
- Dansa tokjävelns vals (1999)
- När tystnaden lagt sig... (2001)
- Nothing Changes (2003) (utvalda låtar från tidigare album med nyskriven engelsk lyrik)
- Rubicon (2005)
- Smakar Söndag (2009)
- Enkel Biljett (2014)
- Tusen År (2018)

Livealbum
- Sömnlös i Sollefteå (2002)
- LIVE! (2007)

Singlar
- "Säljer din själ" (2004)

Annat
- "Starka tillsammans" / "Men mitt hjärta ska vara gjort av sten" (2003) (delad singel: SvartePan / Abramis Brama. Banden gör varsin November-cover)
- "Enkel Biljett" / "Nei Til Runkesti På Ekeberg" (2014) (delad singel: Abramis Brama / Black Debbath)

## Fotnoter
1. ↑  ”Alla nominerade och vinnare 2010”. http://sverigesradio.se/sida/artikel.aspx?programid=3964&artikel=4952704.